# Barzio
Barzio (lombardul: Barz) település Olaszországban, Lombardia régióban, Lecco megyében. Lakosainak száma 1254 fő (2023. január 1.). Barzio Cremeno, Moggio, Valtorta, Cassina Valsassina, Introbio, Pasturo és Vedeseta községekkel határos.

## Népesség
A település népességének változása:
| Lakosok száma | 1349 | 1338 | 1254 |
|               | 2017 | 2018 | 2023 |